# Langerfeld, Wuppertal
Langerfeld är en stadsdel i östra Wuppertal. Det bor runt 21000 personer i stadsdelen. Motorvägen A1 har en avfart till stadsdelen. I stadsdelen ligger också en större godsbangård.